# Реквієм (Моцарт)

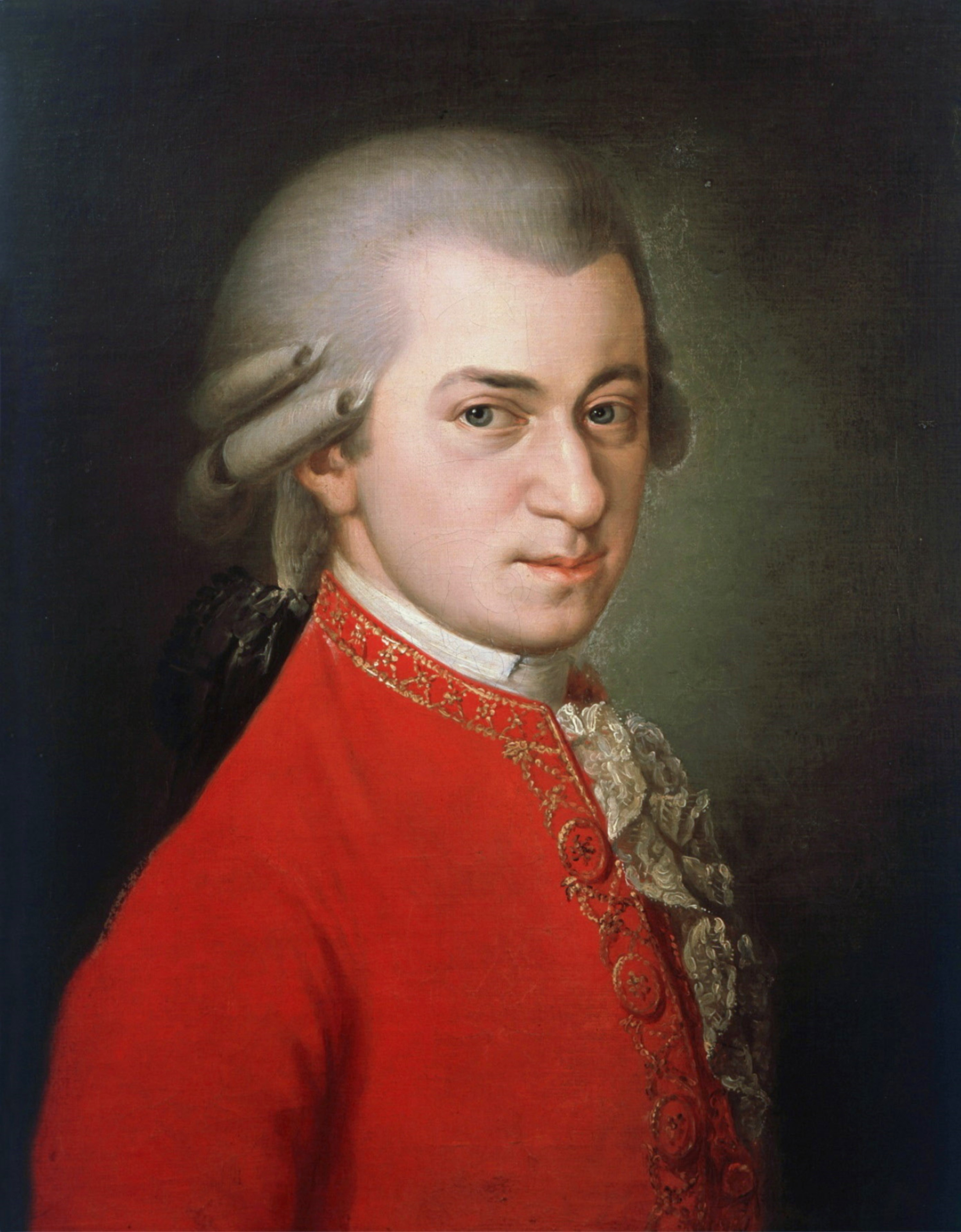
Вольфґанґ Амадей Моцарт

Реквієм (KV 626), ре мінор 1791 р. — останній, незавершений твір Вольфґанґа Амадеуса Моцарта, — траурна заупокійна меса, написана на канонічний латинський текст.
Попри те, що його перу фактично належить тільки до двох третин нотного тексту, він є одним із його найшановніших та найпопулярніших творів. Моцарт помер під час написання композиції. Через те, що це був твір на замовлення, Реквієм був доповнений та завершений за дорученням Констанци Моцарт (нім. Constanze Mozart), — вдови композитора, його учнями Йозефом Ейблером (нім. Joseph Eybler) та Францом Ксавером Зюссмайєром (нім. Franz Xaver Süßmayr).
Щодо історії створення та якості подальших доповнень віддавна тривають завзяті суперечки. Незвичайні обставини замовлення композиції та часовий збіг цієї заупокійної меси із ранньою смертю Моцарта стали сприятливим підґрунтям для виникнення численних міфів.

## Історія створення

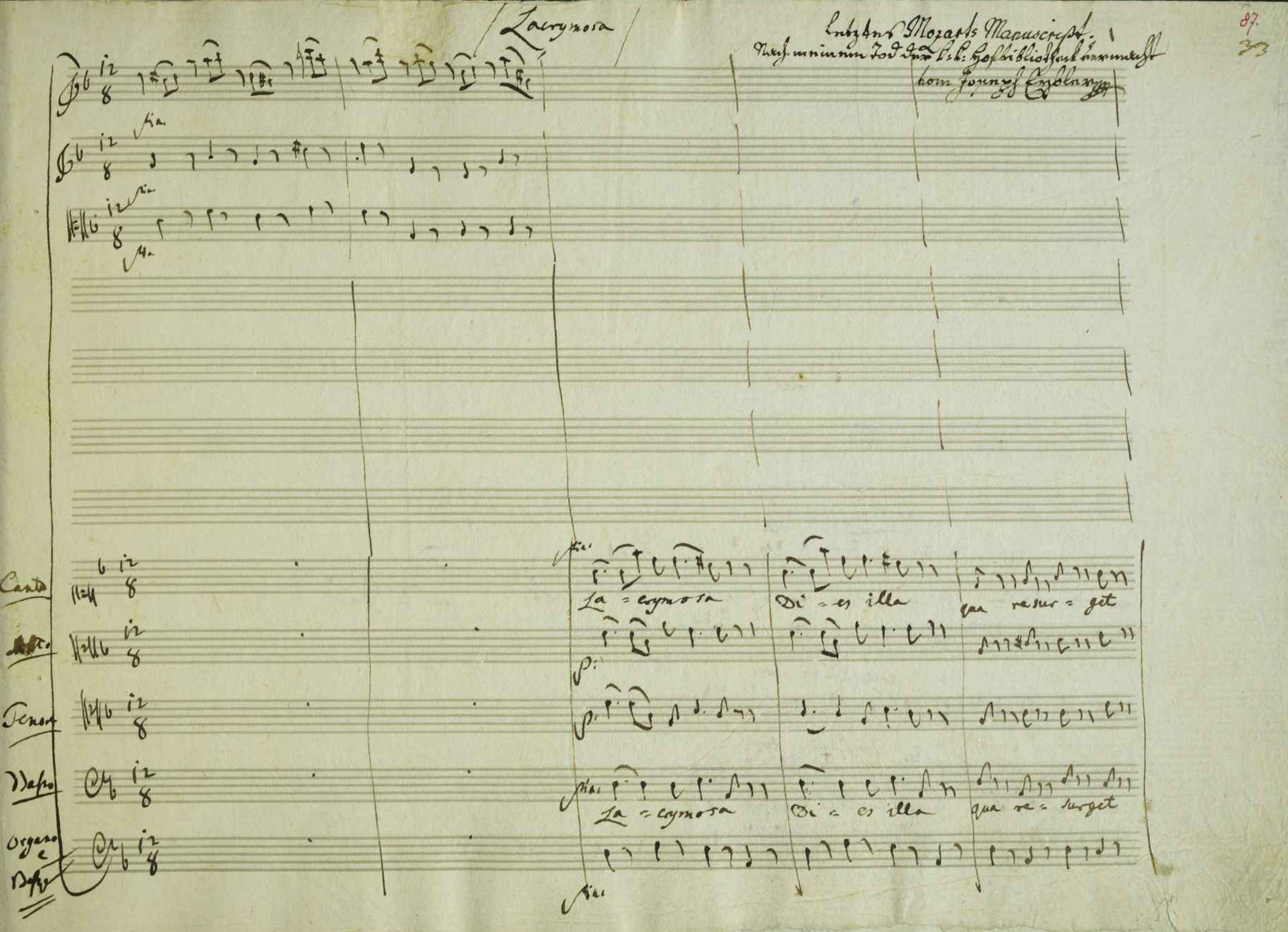
Перші п'ять тактів Lacrimosa у «чорновій партитурі». Угорі зліва — струнні голоси вступу, зправа внизу — початок вокальної партії та Continuo, усе — рукопис Моцарта. Справа вгорі — дарчий напис Ейблера на «останньому манускрипті Моцарта» для k. k. Hofbibliothek. На зворотній стороні листа, за трьома наступними тактами, рукопис Моцарта обривається.

Моцарт, будучи придворним композитором у Відні, головним чином писав на замовлення аристократів або для власних виступів. Він писав багато, швидко, без особливого ставлення до того, що його оточувало. Таким чином, небагато його робіт мають цікаву історію створення. Натомість Реквієм — робота унікальна, оточена легендою, в якій вже неможливо відділити реальність від міфу.
Замовлення написати заупокійну месу було дано Моцарту у липні 1791 року анонімним листом від невідомого посланця. Як з'ясувалося вже після смерті композитора, замовником Реквієму виступив музичний аматор, граф Франц фон Вальзеґґ (Franz von Walsegg), який нерідко привласнював собі чужі композиції, видаючи їх під своїм ім'ям. Вибір жанру заупокійної меси був зумовлений тим, що граф щойно овдовів і хотів виконати реквієм пам'яті своїй дружині.
Значний вплив на твір склав «Реквієм» Йоганна Гайдна. Моцарт працював над Реквіємом із великими перервами, паралельно працюючи над операми «Чарівна флейта» i «Милосердя Тіта», а також невеликими інструментальними та вокальними творами. Заважала роботі і прогресуюча хвороба. В низці джерел вказується, що Моцарт відчував, що заупокійну месу він пише для себе і зізнавався в цьому дружині Констанці.
Моцарт не встиг закінчити Реквієм. Рукопис Моцарта закінчується на 8-му такті Lacrimosa, цей запис був зроблений ним 4 грудня, а 5 грудня композитор помер. На прохання Констанці Реквієм завершили учень і друг сім'ї Франц Ксавер Зюсмайєр та знайомий композитора Йозеф Ейблер.
Перше виконання Реквієму відбулося 14 грудня 1793 року у садибі замовника реквієму, графа фон Вальзеґґа у передмісті Відня.

## Структура

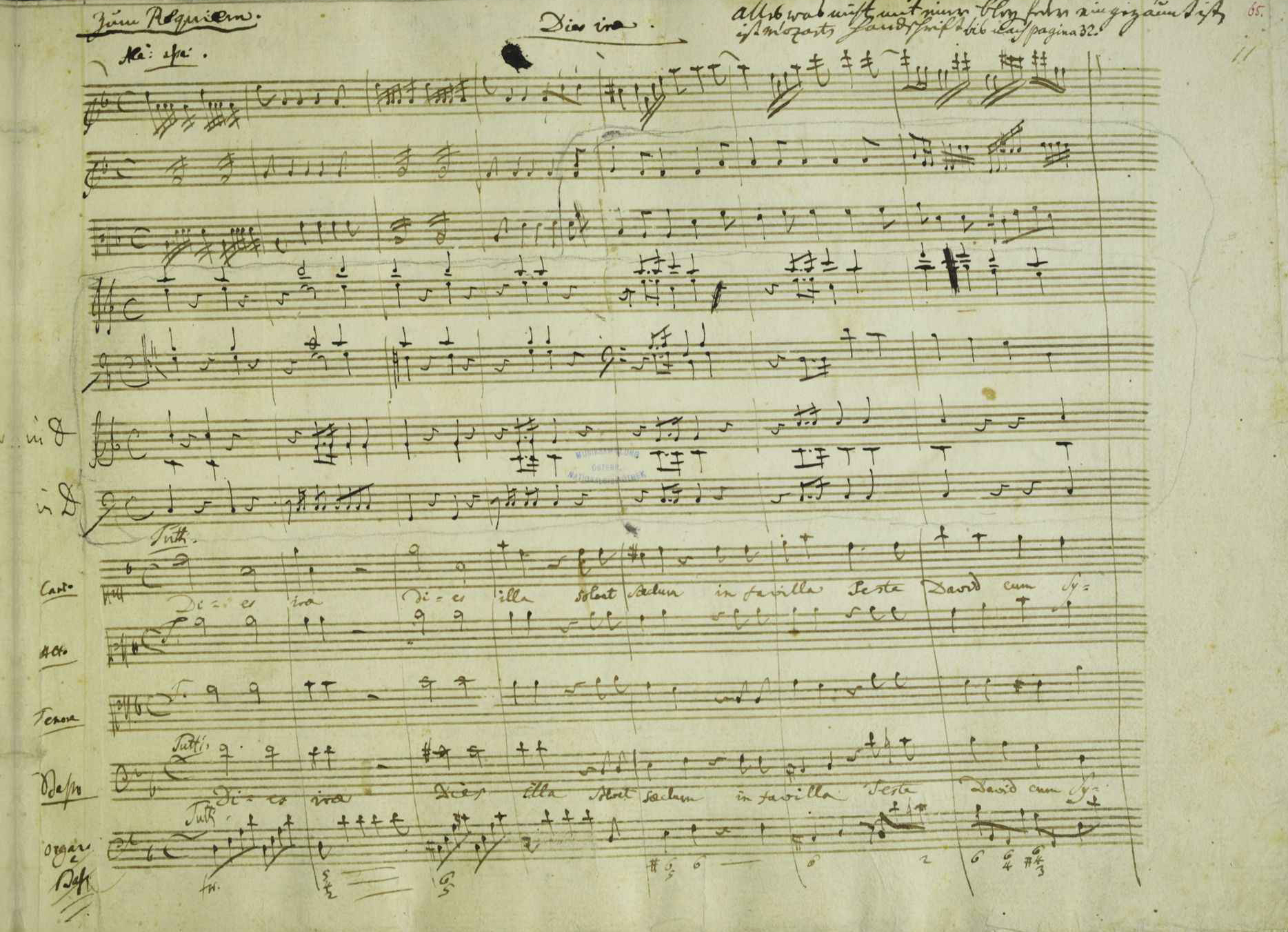
Перша сторінка Dies irae.

- I. Introitus: Requiem aeternam («вічний спокій») — хор
- II. Kyrie eleison («Господи, помилуй») — хор
- III. Секвенція:
  - Dies irae («день гніву») — хор
  - Tuba mirum («чудесна труба») — соло для сопрано, альта, тенора та басу
  - Rex tremendae majestatis («Цар грізної величі») — хор
  - Recordare, Jesu pie («згадай, Ісусе милосердний») — соло чотирьох голосів
  - Confutatis maledictis («Засудивши нечестивих») — хор
  - Lacrimosa dies illa («слізний день») — хор
- IV. Offertorium:
  - Domine Jesu Christe («Господи Ісусе Христе») — хор і соло чотирьох голосів
  - Versus: Hostias et preces («Жертви і благання») — хор
- V. Sanctus:
  - Sanctus («свят») — хор і соло
  - Benedictus («благословенний») — соло чотирьох голосів, потім хор
- VI. Agnus Dei («Агнець Божий») — хор
- VII. Communio:
  - Lux aeterna («вічне світло») — хор

## Характеристика частин
Моцарт повністю закінчив вокальні і інструментальні партії в Introitus Requiem aeternam, вокальні партії в Kyrie, Domine Jesu та Hostias (інструментальні завершені Зюсмайром за ескізами Моцарта), вокальних в Dies Irae, Tuba Mirum, Rex tremendae, Recordare, Confuntatis (інструментальні завершені Ейблером за ескізами Моцарта). Вокальні та інструментальні партії в Lacriomosa i Amen зроблені Зюсмайром за ескізами Моцарта. Частини Sanctus, Benedictus, Agnus Dei та Lux aeterna написані Зюссмайром (за зразком Introitus i Kyrie Моцарта).

### Introitus und Kyrie

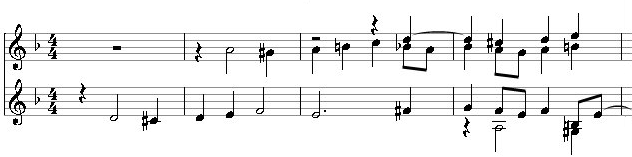
Перші такти Реквієма, експонування головної теми — вгорі Bassetthörner, внизу Fagotte

Реквієм відкривається 7 тактами оркестрового вступу, у якому перші фаготи, потім басет-горни «перекриваючи» один одного, проводять основну тему. Дослідники знаходять схожість цієї теми з хором Шляхи Сіону Ґ. Ф. Генделя з ораторії «Поховальний гімн Королеві Кароліни» (Funeral Anthem for Queen Caroline, HWV 264). Відлуння цієї теми можна знайти у наступних частинах твору, зокрема в колоратурах сопрано з фуги Kyrie і фіналі Lacrimosa.

### Sequenz (Dies irae)
Dies irae розпочинається без вступу енергійно у всьому оркестрі та хорі. Масивні хорові вигуки підсилюються tremolo та синкопованими «відповідями» (у хорових паузах) в оркестрі. За цим слідують стрімкі пасажі шіснадцятими у перших скрипках, що ведуть до нових хорових вступів. Ефектним засобом є тричі повторюване «тремтяче» чергування у Generalbass'і, скрипках у низькому регістрі та басі у хорі unisono gis та a восьмими на тексті Quantus tremor est futurus, («Яке буде тремтіння», власне у Dies irae, у день страшного суду), — очевидно, що тут Моцарт був натхненний текстом.
Те саме стосується і наступної частини Tuba mirum. Відповідно до звичного перекладу tuba як труба (або тромбон), частина починається розкладеними тризвуками без супроводу у соло тромбону у паралельній тональності — B-Dur.
За два такти втупає імітуючий соло-бас. Фермата у 7 такті — єдине можливе місце для каденції.
На останній чверті баса-соло вступає соло-тенор. Потім аналогічним чином справді драматизуючи долучаються соло-альт та соло-сопрано.
На тексті Cum vix justus sit securus («Коли і праведник не є певним») твір переходить у гомофонну структуру чотирьох голосів соло. «cum» та «vix» артикулюються на сильних долях (1 та 3) такту без супроводу у той час як на «слабких» 2 та 4 відповідають скрипки та Continuo. Такі «зупинки» (що виходячи з тексту може трактуватися як зупинка перед Страшним Судом) інколи звучать просто приглушено (sotto voce), потім forte і одразу знову piano. Після чого crescendo веде до кінцевої каденції.
Гостра пунктирна низхідна послідовність розпочинає Rex tremendae majestatis («Король грізної величі»), котрого, в оркестрових паузах, тричі закликають потужними хоровими акордами на сладі Rex.
Потім хор переймає пунктирний ритм оркестру. Такий прийом був відомий у бароковій музиці, як «Топос вшанування володаря» (за Вольффом, нім. Wolff).
Частина складається тільки з 22 тактів, проте на такому маленькому проміжку є дуже різноманітною: неодноразово чергуються гомофонні та контрапунктні хорові пасажі, що врешті вливаються у хорову каденцію (практично без супроводу оркестру), котра розв'язується в неповний акорд без терції (як вже було раніше у Kyrie).
Потім настає Recordare — найдовша (130 тактів) частина твору, котра є першою, що написана у непрямому метрі, власне, — 3/4. Тут обробляються шість строф Dies irae. У тринадцятитактному вступі тема спочатку експонується у Bassetthorn'ах, потім, низхідними гамами, котрі вже раніше звучали у віолончелях, відповідають струнні. Такий вступ, як ритмічними, так і мелодичними зсувами нагадує початок усього твору (1-й Bassetthorn вступає на один такт пізніше за 2-й, але на цілий тон вище; 2-гі скрипки зсунуті на чверть відносно перших і т. д.). Вступає соло-квартет. Комбінації голосів постійно варіюються, де особливе враження справляють зразки антифонного співу.
Наступний Confutatis прикрашено гострими ритмічними, динамічними та тисетурними контрастами із незвичними гармонічними зворотами. На басовій фігурі чоловічі голоси хору інтонують forte на гостро-пунктирному ритмі «пекельні» (Confutatis maledictis, flammis acribus addictis = «Грішників спалено, віддано палючому вогню»). Потім настають паузи у ґенералбас-супроводі, а жіночі голоси м'яко, на sotto voce співають прохання прийняти їх до блаженних (voca me cum benedictis). Врешті на наступній стофі — на тексті «зігнутого покаяльника» (Oro supplex et acclinis) — відбувається енгармонічна модуляція з a-Moll через зменшений септакорд до Es7 та зрештою до as-Moll. Таке несподіване пониження базису є сильним ефектом, котре повторюється доки не досягається F, але вже в мажорі. Септакорд на А вводить до останньої частини Dies irae — Lacrimosa, що настає без паузи.
Струнні розпочинають piano з мотивів «зітхань» у метрі 12/8, що за два такти переймаються хором (Lacrimosa = «слізна»). Проте, після наступних двох тактів вступає сопрано хору: спочатку діатонічно, піднімаючись короткими восьмими (до тексту resurget = «воскресне»), а потім продовжує вже хроматично, на legato наповненою динамікою. Власне, у такті 8 Forte досягнуто — і, саме тут манускрипт Моцарта обривається. Зюссмайр продовжує гомофонну хорову частину далі, що врешті призводить до цитати з початку Реквієму (у соло-сопрано) та двотактової Amen-Каденції.

### Offertorium
Перша частина Offertorium — Domine Jesu, починається темою співаною на piano, що складається зі звуків тризвуку g-Moll у висхідній послідовності (у сопранах хору).
Ця тема пізніше варіюватиметься на різних гармонічних ступенях: As-Dur, b-Moll, потім з'явиться мажорна терція D.
Затим її оброблятиме соло-квінтет у низхідній послідовності (у формі квінтового канону), де терцієвий звук постійно змінюватиметься між мінорною (при висхідному русі) та мажорною (при низхідному) терціями. Між цими тематичними пасажами містяться акцентовані forte, часто співані в унісон фрази у пунктирному ритмі (наприклад, на тексті «Rex gloriae» = «славний цар» або також на «de ore leonis» = «[врятуй нас] від пащі лева»). Це багате на зміни сплетіння далі буде варіюватися за допомогою Fugato хорових голосів із дуже великими стрибками інтервалів (на тексті «ne absorbeat eas tartarus, ne cadant in obscurum» = «що їх не поглине пекло, що вони не впадуть у темряву»). Частину завершує Quam olim Abrahae, що спершу з'являється як фуґа, а потім переходить у гостро-ритмізовану гомофонну частину, котра врешті завершується в G-Dur.
Безпосередньо настає Hostias в Es-Dur, у трьохчвертному розмірі. Текучий вокальний матеріал переходить за двадцять тактів в окремі вигуки хору, перемінно forte та piano. З цим пов'язана підвищена гармонічна активність: рух від B-Dur до b-Moll, потім F-Dur, Des-Dur, As-Dur, f-Moll, c-Moll і знову Es-Dur. Несподіваним хроматичним веденням мелодії на тексті fac eas, Domine, de morte transire ad vitam (дай їм, Боже, перейти від смерті до життя) досягається врешті D-Dur, і тут, знову настає у відповідному звучанні повтор фуґи Quam olim Abrahae. Дана казівка — повторити це («Quam olim da capo»), можливо, є останньою дією Моцарта у Реквіємі. Підозрюється, що ця записана рукою нотатка, була загублена 1958 р. на Світовій виставці в Брюселі, де було продемонстровано партитуру — правий нижній куток останнього листа партитури, де вона містилася, був очевидно вирізаний та вкрадений невідомою рукою. Проте, факсиміле містить дану вказівку.

### Доповнення Зюссмайра: Sanctus, Benedictus, Agnus Dei
Sanctus є першою частиною, що створена повністю Францем Ксавером Зюссмайром, і єдиною у всьому Реквіємі у тональності домінанти (власне, святковій D-Dur, у якій охоче використовувалися барокові труби). Своєю гомофонною силою вона нагадує Dies irae. Протягом десяти тактів є дуже коротке звернення до Бога, затим настає незвично синкопована Fuga на тексті Osanna in excelsis у трьохчвертному розмірі.
Benedictus експонує квартет солістів. Представлена альтом та сопрано на початку тема мотивно обробляється усіма чотирма голосами; за другим разом тема спершу експонується у басі та тенорі. Знову проводиться Fuga Osanna in excelsis, цього разу, проте в B-Dur. Звична та, власне, очікувана зворотна модуляція до тональності першого Osanna не відбувається.
В Agnus Dei домінує гомофонний принцип. Тричі починається текст Agnus Dei, згідно з хроматичним веденням мелодії та гармонічними зворотами, що ведуть від d-Moll до E-Dur (і потім знову до B-Dur). Хоровий бас цитує тему першої частини (Requiem aeternam). Твір переходить attacca у Lux aeterna, слідує майже цілком відповідно до позначень Моцарта до самого кінця, тільки зі зміненим текстом: перша частина (від Te decet hymnus) та пізніше — його Kyrie.

## Друге виникнення: перші виконання, нотний текст, автографи

### Перше публічне виконання

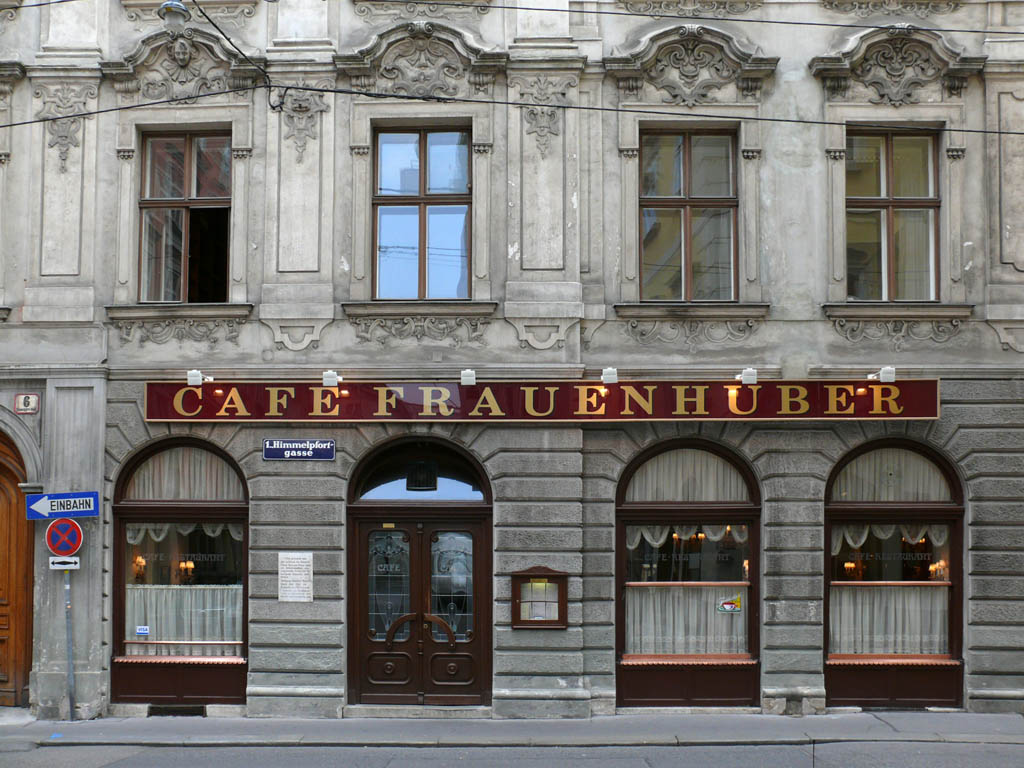
Сьогодні знаходиться на поверсі під колишньою ресторацєю Restauration Jahn кафе Cafe Frauenhuber

Існують свідчення про перше виконання (фрагментарне) ще до завершення твору, власне 10 грудня 1791 р. разом з Exequien за Моцартом, у Michaelerkirche у Відні. Нині там встановлена пам'ятна дошка про цю подію. Тоді, у будь-якому випадку, могли бути виконані обидві перші частини Introitus та Kyrie. Решта на той час ще просто не існувала у завершеному вигляді. Склад виконавців є невідомим.
Перше виконання усього твору відбулося 2 січня 1793 р. у залі ресторації Jahn у Відні, де Моцарт 1791 р. мав свій останній виступ як піаніст. 
У 1826 році у греко-католицькому кафедральному соборі Святого Юра у Львові відбувся концерт, під час якого тогочасний львів'янин, молодший син Вольфганга Амадея Моцарта, піаніст, диригент, композитор і педагог Франц Ксавер Вольфганг Моцарт виконав знаменитий батьківський «Реквієм».

## (Нові) редакції

### Історичні обробки

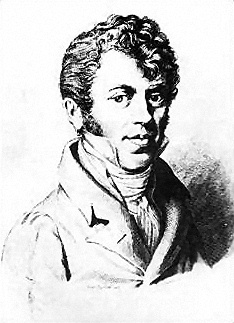
Sigismund von Neukomm, der 1821 das Requiem mit einem weiteren Satz liturgisch vervollständigte

Через короткий час після першої публікації були спроби доповнити тридиційну редакцію Реквієма Моцарта. Так, зальцбурґський композитор Зіґісмунд фон Нойкомм (нім. Sigismund von Neukomm), котрий 1816 р. емігрував до Ріо-де-Жанейро, доповнив твір для виконання у Бразилії додавши Responsorium «Libera me, Domine». Літургійно обґрунтовані доповнення («доукомпектування») Нойкомма, які існують у двох записах, були двічі наново відкриті наприкінці 20-го ст. Спочатку Ульріхом Конрадом в Академічній Музичній Бібліотеці Стокгольма. Ця, 1996 р. підготована до друку версія, також була надана та записана для радіотрансляцій у 1999 р. Другий запис був знайдений у Французькій Національній Бібліотеці (фр. Bibliothèque nationale de France). Він слугував Jean-Claude Malgoire, за зразок (цілком незалежно від публікації Конрада) для першого запису версії Нойкомма на CD у листопаді 2005 р.
Тривалий час (по тому) редакція Зюссмайра була єдиною, що виконувалася, хоча критика щодо його інструментування та, особливо, щодо дописаних ним частин, звучала постійно. Першу спробу створити альтернативу зробив у 1923 році Ґерхард фон Кройсслер (нім. Gerhard von Keußler). У його статті «Mozart ohne Süßmayr» (Моцарт без Зюссмайра) він запропонував замінити композиції Зюссмайра, а саме Sanctus, Benedictus та Agnus Dei частинами з інших мес Моцарта. Але виглядає на те, що навряд чи цією порадою хтось коли-небудь скористався.

## «Реквієм» у сучасній культурі

### В кінематографі
- Іди і дивись

### У відеоіграх
- Tomb Raider: Underworld — звучить у тизер-трейлері гри[5].

### Ноти
- Requiem: Ноти на сайті International Music Score Library Project.